# Toshiro Tomochika
Toshiro Tomochika (født 24. april 1975) er en tidligere japansk fodboldspiller.
Han har spillet for flere forskellige klubber i sin karriere, herunder Ehime FC.